# Барке (Мантова)
Барке је насеље у Италији у округу Мантова, региону Ломбардија.
Према процени из 2011. у насељу је живело 95 становника. Насеље се налази на надморској висини од 141 м.